# Zacatlán (kommun)
Zacatlán är en kommun i Mexiko.   Den ligger i delstaten Puebla, i den sydöstra delen av landet, 130 km öster om huvudstaden Mexico City. Antalet invånare är 33 736.
Följande samhällen finns i Zacatlán:
- Zacatlán
- Atzingo
- Xoxonacatla
- San Pedro Atmatla
- Jilotzingo
- San Miguel Tenango
- San Cristóbal Xochimilpa
- Poxcuatzingo
- Maquixtla
- Xonotla
- Nanacamila
- Matlahuacala
- Atotonilco
- Zoquitla
- Huilotepec
- Ayehualulco Segunda Sección
- Tlaltempa Buenavista
- Cuautilulco Ejido
- Eloxochitlán
- San Bartolo
- Dos Cerritos
- Otlatlán
- Metlaxixtla
- Cuacuila
- Atexca
- Cruztitla
- Palos Caídos
- La Estrella
- Canautla
- Huauchinancingo
- Yehuala
- La Loma
- Santa Cruz Buenavista
- Papaxtla
- Rancho Nuevo
- Tetelancingo
- Tulimán
- Santa Martha
- Ajajalpan
- Atenco
- Tinixtioca
- Tepetla
- Popotohuilco